# Clistax bahiensis
Clistax bahiensis är en akantusväxtart som beskrevs av Profice och Leitman. Clistax bahiensis ingår i släktet Clistax och familjen akantusväxter. Inga underarter finns listade i Catalogue of Life.